# PRAM

Diagrama zonal de la memòria PCM.

Una secció transversal de dues cel·les de memòria PRAM. Una cèl·lula es troba en estat cristal·lí de baixa resistència, l'altra en estat amorf d'alta resistència.

La memòria de canvi de fase (també coneguda com PCM, PCME, PRAM, PCRAM, OUM (memòria unificada ovònica) i C-RAM o CRAM (RAM de calcogenur)) és un tipus de memòria no volàtil d'accés aleatori. Els PRAM exploten el comportament únic del vidre de calcogenur. En PCM, la calor produïda pel pas d'un corrent elèctric a través d'un element d'escalfament generalment fet de nitrur de titani s'utilitza per escalfar i apagar ràpidament el vidre, fent-lo amorf, o per mantenir-lo en el seu interval de temperatura de cristal·lització durant algun temps, de manera que canviant-lo a un estat cristal·lí. El PCM també té la capacitat d'aconseguir una sèrie d'estats intermediaris diferents, tenint així la capacitat de contenir diversos bits en una sola cel·la, però les dificultats per programar les cèl·lules d'aquesta manera ha impedit que aquestes capacitats s'implementin en altres tecnologies. sobretot la memòria flash) amb la mateixa capacitat.
La investigació recent sobre PCM s'ha dirigit a intentar trobar alternatives materials viables al material de canvi de fase Ge₂Sb₂Te5 (GST), amb un èxit mixt. Altres investigacions s'han centrat en el desenvolupament d'un superreixat GeTe-Sb₂Te₃ per aconseguir canvis de fase no tèrmics canviant l'estat de coordinació dels àtoms de germani amb un pols làser. Aquesta nova memòria interfacial de canvi de fase (IPCM) ha tingut molts èxits i continua sent el lloc de molta investigació activa. Leon Chua ha argumentat que tots els dispositius de memòria no volàtil de dos terminals, inclòs el PCM, s'han de considerar memristors. Stan Williams d'HP Labs també ha argumentat que PCM s'ha de considerar un memristor. No obstant això, aquesta terminologia s'ha posat en dubte i la possible aplicabilitat de la teoria del memristor a qualsevol dispositiu físicament realitzable està oberta a dubte.

## PRAM vs. Flash
El temps de canvi de PRAM i l'escalabilitat inherent el fan més atractiu que la memòria flaix. La sensibilitat a la temperatura de PRAM és potser el seu inconvenient més notable, que pot requerir canvis en el procés de producció dels fabricants que incorporen la tecnologia.
La memòria flaix funciona modulant la càrrega (electrons) emmagatzemada dins de la porta d'un transistor MOS. La porta està construïda amb una "pila" especial dissenyada per atrapar càrregues (ja sigui en una porta flotant o en "traps" aïllants). La presència de càrrega dins de la porta canvia la tensió de llindar del transistor {\displaystyle \,V_{\mathrm {th} }} superior o inferior, corresponent a un canvi en l'estat de bits de la cel·la d'1 a 0 o de 0 a 1. Canviar l'estat del bit requereix eliminar la càrrega acumulada, que requereix una tensió relativament gran per "succionar" els electrons de la porta flotant. Aquesta ràfega de tensió la proporciona una bomba de càrrega, que triga un temps a acumular energia. Els temps d'escriptura generals per als dispositius flash habituals són de l'ordre de 100 μs (per a un bloc de dades), unes 10.000 vegades els típics 10 ns de temps de lectura per a SRAM, per exemple (per a un byte).